# St. Martin (Alfershausen)

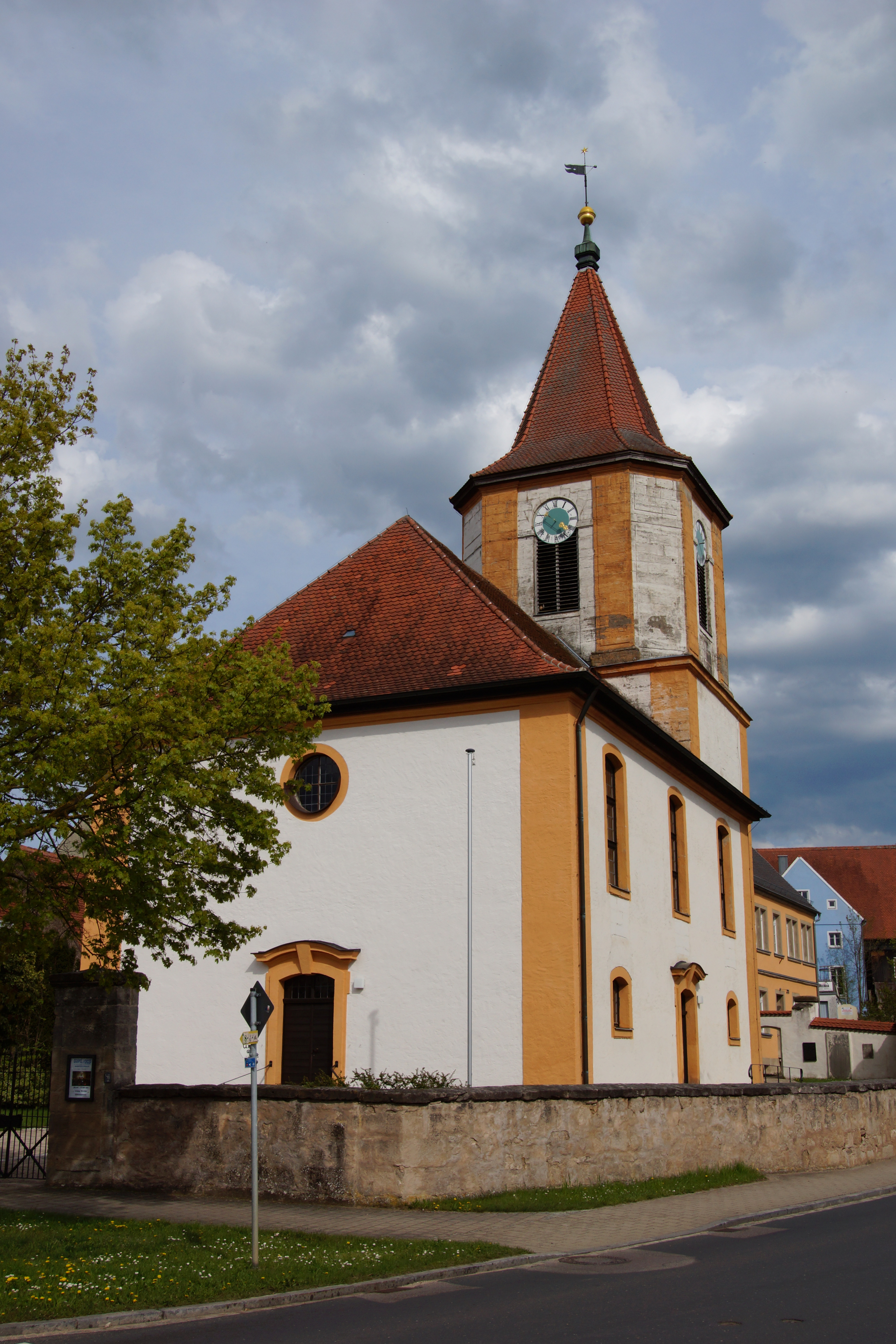
Alfershausen, St. Martin

Die Evangelische Kirche St. Martin ist ein denkmalgeschütztes Kirchengebäude, das in Alfershausen steht, einem Gemeindeteil des Marktes Thalmässing im Landkreis Roth (Mittelfranken, Bayern). Das Bauwerk ist unter der Denkmalnummer D-5-76-148-29 als Baudenkmal in die Bayerische Denkmalliste eingetragen. Die Kirchengemeinde gehört zum Evangelisch-Lutherischen Dekanat Weißenburg in Bayern im Kirchenkreis Nürnberg der Evangelisch-Lutherischen Kirche in Bayern. Namensgeber der Kirche ist Martin von Tours.

## Beschreibung

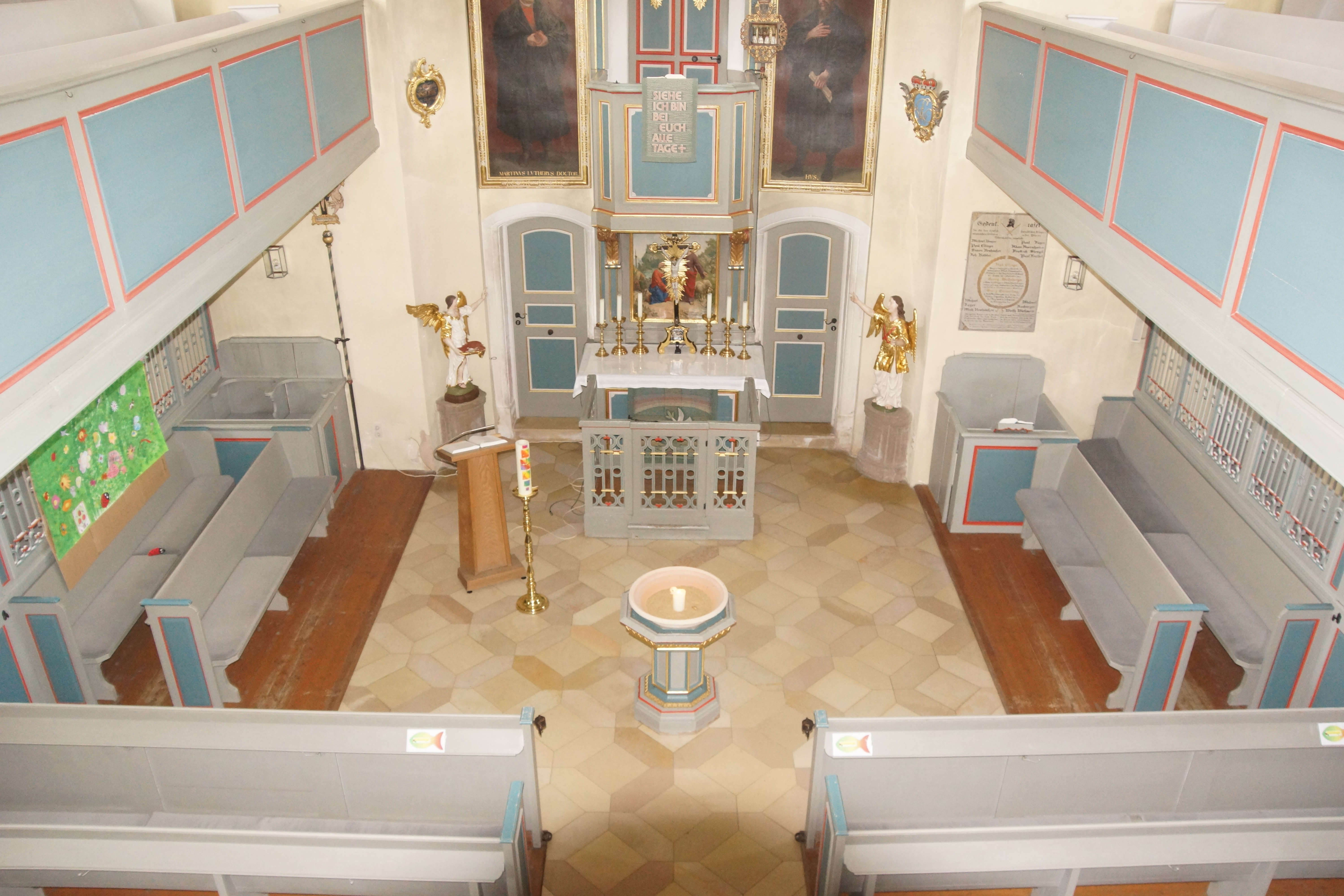
Innenraum

Die im Dreißigjährigen Krieg zerstörte mittelalterliche Kirche wurde ab 1742 die Saalkirche im Auftrag Karl Wilhelm Friedrichs von Brandenburg-Ansbach nach einem Entwurf von Johann David Steingruber im Markgrafenstil wieder aufgebaut, wobei Reste des zerstörten Chorturmes verwendet wurden. Der Chor des alten Turmes ist heute ein Teil der Sakristei. Das Kirchenschiff ist mit einem Walmdach bedeckt. Der Chorturm hat ein oktogonales, mit einem spitzen Helm bedecktes Obergeschoss, das die Turmuhr und hinter den Klangarkaden den Glockenstuhl beherbergt, in dem drei Kirchenglocken hängen, die 1594, 1650 und 1757 gegossen wurden. 
Der Innenraum wurde in schlichter Weise mit dreiseitig umlaufenden Emporen ausgestattet, mit einem Kanzelaltar von 1752 und darüber die Empore für die Orgel mit zehn Registern, zwei Manualen und einem Pedal, die 1915 Johannes Strebel gebaut hat. Zur Kirchenausstattung gehören u. a. ein Altarkreuz aus dem Rokoko und zwei Bilder, die die Kanzel rahmen. Sie zeigen Martin Luther und Jan Hus.